# ブラニスラフ・ヴィチェンティッチ
ブラニスラフ・ヴィチェンティッチ（Branislav Vićentić;セルビア語キリル・アルファベット: Бранислав Вићентић;1971年7月5日 - ）は、元セルビアのプロバスケットボール選手で、現在は指導者。

## 選手経歴
ユーゴスラビアのOKKベオグラード、Bobanik、Beobankaでプレーした。1998年、ポーランドに移り、AZSルブリンで2シーズンプレーした。ポーランドではスティントの後、Lokomotiv-Kubanに移り、後にUNICSに移籍した。
2002年、ブルガリアのチームYamolgaz ' 92Yambolと契約した。その後、CSKAソフィアに移籍し、2005-2006年のシーズン中、キプロス・リーグのアポロンリマソールでプレーした。2006年、セルビアに戻り、2007年3月に引退する直前にメガ・イシュラナで1シーズンプレーした。

## コーチング経歴
KKツルヴェナ・ズヴェズダのユースチームのコーチを務めた後アシスタントコーチに昇格した。2012年から2014年までメガビズラのユースセレクションを指導した。
2013年12月、U16およびU18のバーレーンバスケットボール代表チームのコーチとなり、2014年8月まで務めた。
2015年11月には、ボスニアのチームRadnik Bijeljinaと契約した。2018年4月に辞任した。
2018年6月に、セルビア・バスケットボールリーグのOKKベオグラードのヘッドコーチになった。OKKベオグラードでシーズンが終了した後、退任した。
2020年6月、Bリーグの三遠ネオフェニックスのヘッドコーチに就任した。
キャリアの成果
プレイヤーとして
ユーゴスラビアカップ優勝者：1 （OKKベオグラード：1992–93）
ブルガリアカップ優勝者：1 （CSKAソフィア：2004–05）

## 賞歴
プレーヤーとして
- ユーゴスラビアカップ 優勝: 1 (OKK Beograd: 1992–93)
- ブルガリアカップ 優勝: 1 (BC CSKA Sofia: 2004–05)

## 脚註
1. ↑  “BRANISLAV VIĆENTIĆ SE POVUKAO”. beoexcell.net. 2018年6月14日閲覧。
2. ↑  “Vićentić pomoćni trener seniora”. mojacrvenazvezda.net. 2018年6月14日閲覧。
3. ↑  “Mega i OKK Beograd potpisali ugovor o saradnji”. b92.net. 2018年6月14日閲覧。
4. ↑  “Mihajlović napustio klupu Radnika, Vićentić novi trener”. bhbasket.ba. 2018年6月14日閲覧。
5. ↑  “GOTOVA SARADNJA Radnik smijenio Vićentića”. srpskainfo.com. 2018年6月14日閲覧。
6. ↑  “Milisavljević novi trener OKK Beograda: Nastavićemo sa afirmacijom mladih igrača”. novosti.rs. 2019年6月7日閲覧。